# A Republikanska futbolna grupa 1966-1967
La A Republikanska futbolna grupa 1966-1967 fu la 43ª edizione della massima serie del campionato di calcio bulgaro concluso con la vittoria del Trakia Plovdiv, al suo secondo titolo.
Capocannoniere del torneo fu Petăr Žekov del PFC Beroe Stara Zagora con 21 reti.

## Formula
Come nella stagione precedente le squadre partecipanti furono sedici e disputarono un turno di andata e ritorno per un totale di trenta partite.
Le ultime due classificate retrocedettero in B RFG.
Le squadre ammesse alle coppe europee furono tre: i campioni nazionali alla Coppa dei Campioni 1967-1968, la vincitrice della Coppa di Bulgaria alla Coppa delle Coppe 1967-1968 più un ulteriore club di Plovdiv alla Coppa delle Fiere 1967-1968.

## Classifica finale
|    | Classifica                         | G  | V  | N  | P  | GF | GS | Dif | Pt |
| -- | ---------------------------------- | -- | -- | -- | -- | -- | -- | --- | -- |
| 1  | Trakia Plovdiv                     | 30 | 13 | 12 | 5  | 39 | 24 | +15 | 38 |
| 2  | PFC Slavia Sofia                   | 30 | 13 | 11 | 6  | 33 | 27 | +6  | 37 |
| 3  | Levski-Spartak Sofia (CB)          | 30 | 13 | 10 | 7  | 47 | 32 | +15 | 36 |
| 4  | Spartak Sofia                      | 30 | 13 | 9  | 8  | 40 | 26 | +14 | 35 |
| 5  | CSKA Septemvriysko zname Sofia (C) | 30 | 11 | 12 | 7  | 42 | 34 | +8  | 34 |
| 6  | PFC Cherno More Varna              | 30 | 12 | 9  | 9  | 40 | 29 | +11 | 33 |
| 7  | Botev Vraca                        | 30 | 13 | 6  | 11 | 45 | 40 | +5  | 32 |
| 8  | PFC Lokomotiv Sofia                | 30 | 12 | 7  | 11 | 39 | 34 | +5  | 31 |
| 9  | PFC Chernomorets Burgas            | 30 | 10 | 10 | 10 | 38 | 35 | +3  | 30 |
| 10 | PFC Beroe Stara Zagora             | 30 | 10 | 9  | 11 | 37 | 41 | -4  | 29 |
| 11 | PFC Lokomotiv Plovdiv              | 30 | 7  | 14 | 9  | 30 | 31 | -1  | 28 |
| 12 | Dobrudzha Tolbuhin (N)             | 30 | 9  | 8  | 13 | 24 | 43 | -19 | 26 |
| 13 | Spartak Plovdiv                    | 30 | 9  | 7  | 14 | 43 | 61 | -18 | 25 |
| 14 | Krakra Pernishki Pernik (N)        | 30 | 6  | 11 | 13 | 24 | 30 | -6  | 23 |
| 15 | Dunav Ruse                         | 30 | 9  | 4  | 17 | 35 | 60 | -25 | 22 |
| 16 | PFC Marek Dupnica                  | 30 | 8  | 5  | 17 | 24 | 41 | -17 | 21 |

- (C) Campione nella stagione precedente
- (N) squadra neopromossa
- (CB) vince la Coppa nazionale

### Verdetti
- Trakia Plovdiv Campione di Bulgaria 1966-67.
- Dunav Ruse e PFC Marek Dupnica retrocesse in B PFG.

### Qualificazioni alle Coppe europee
- Coppa dei Campioni 1967-1968: Trakia Plovdiv qualificato.
- Coppa delle Coppe 1967-1968: Levski-Spartak Sofia qualificato.
- Coppa delle Fiere 1967-1968: PFC Lokomotiv Plovdiv selezionato come club di Plovdiv molto tifato.